# Ingolstadt Südwest
Ingolstadt Südwest ist ein Stadtbezirk von Ingolstadt, der die Stadtteile Haunwöhr und Hundszell umfasst.

## Ausdehnung und Lage
Der Bezirk Südwest hat eine Fläche von 6,457 Quadratkilometer, womit er der siebtgrößte der zwölf Ingolstädter Stadtbezirke ist. Er wird im Osten von der Gemmingerstr./Gustav-Adolf-Str., im Norden von der Donau und im Westen von den Auwäldern der Donau begrenzt. Die angrenzenden Bezirke sind im Süden der Bezirk Süd, im Osten der Bezirk Münchener Straße und im Norden jenseits der Donau der Bezirk Mitte. Es gibt keine Grenze mit nicht-Ingolstädter Gebiet. Der Bezirk besteht aus den Unterbezirken Am Südfriedhof, Neu-Haunwöhr, Hundszell, Buschletten und Alt-Haunwöhr.

## Bevölkerung
Mit 10.643 Einwohnern (31. Dezember 2015) liegt der Bezirk Südwest auf Platz sechs der Bezirke in Ingolstadt. Die Bevölkerungsdichte liegt mit 1.540 Einwohnern pro Quadratkilometer etwa eineinhalb mal so hoch wie der Ingolstädter Durchschnitt.

## Wirtschaft und Infrastruktur

### Verkehr
Für den Individualverkehr sind die Haunwöhrer/Hagauerstraße (IN 14) und die Schrobenhausener Straße (IN15) die wichtigsten Verbindungsmöglichkeiten. Im Öffentlichen Personennahverkehr ist der Bezirk Südwest über die Linienbusse 10, 11, 31, 40, 41 und 44, sowie die Nachtlinien N12, N14 und N15 der INVG erreichbar.

### Bildung

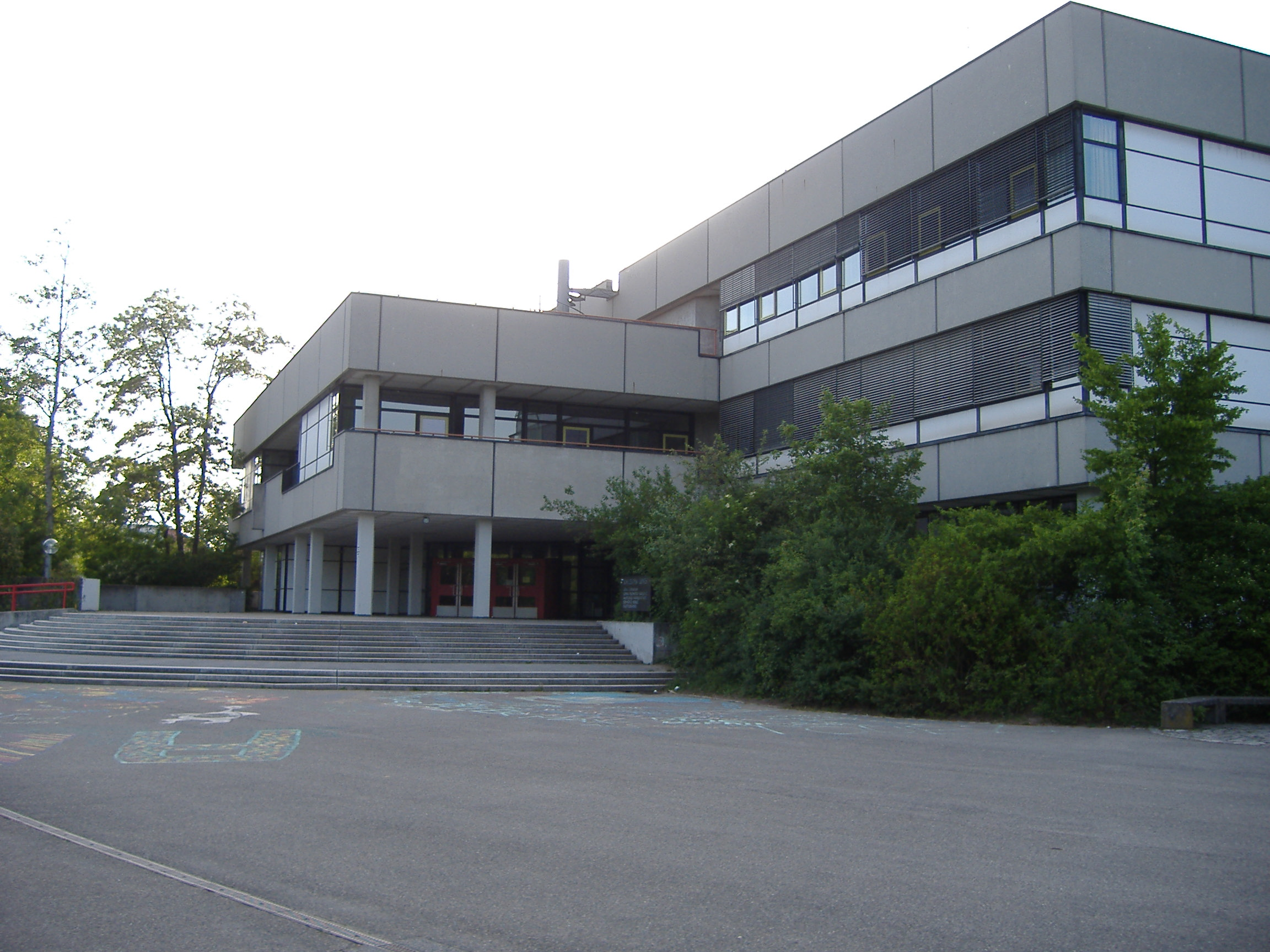
Das Schulzentrum Südwest

Größte Bildungseinrichtung ist das Schulzentrum Südwest. Dieses beherbergt neben dem Apian-Gymnasium die Ludwig-Fronhofer-Realschule sowie die Gebrüder-Asam-Mittelschule (ehemals Mittelschule an der Maximilianstraße; bis 2010 war dort auch die Don-Bosco-Schule, eine Grundschule zur individuellen Lernförderung). Auch die Stadtteilbücherei Südwest der Stadtbücherei Ingolstadt ist im Schulzentrum untergebracht. Daneben existieren zwei Grundschulen, die Grundschule Haunwöhr und die Grundschule Hundszell. Seit Beginn des Schuljahres 2023/2024 werden auch die Schüler der beiden Grundschulen aufgrund notwendiger Renovierungsarbeiten am Schulzentrum Südwest unterrichtet.

## Sport und Freizeit
Größte Sportanlage im Bezirk Südwest ist die Bezirkssportanlage Südwest, die an das Schulzentrum Südwest angeschlossen ist. Sie ist zugleich Heimat der DJK Ingolstadt, des größten Sportvereins im Bezirk. Daneben gibt es zahlreiche weitere Vereine in den einzelnen Stadtteilen, wie etwa der SV Haunwöhr oder der SV Hundszell.